# Делање
Делање представља смисаону интеграцију више међусобно повезаних психичких процеса: имагинације, доношења одлуке, усмерености свести. Акт је део обрасца понашања који укључује различите специфичне реакције са истом сврхом. Бихевиористи под овим чином подразумевају само оно што се објективно одиграло. Међутим, под актом, осим испољеног понашања, подразумевају се и апстрактне, мисаоне операције, заједно са пратећим сазнајним, осећајним и вољноинтенционалним садржајима.